# Lomgölen (Tuna socken, Småland)
Lomgölen är en sjö i Vimmerby kommun i Småland och ingår i Marströmmens huvudavrinningsområde.